# Порожниста Земля

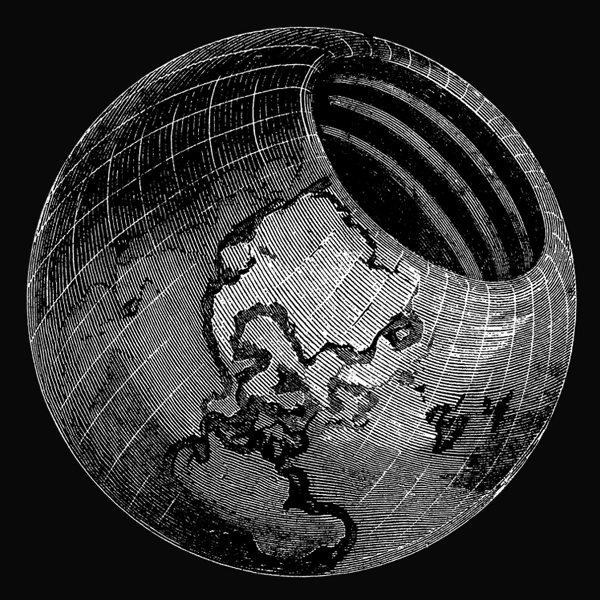
Модель порожистої Землі в популярному в XIX ст. уявленні

«Теорії порожнистої Землі» — часто вживана назва гіпотез про існування всередині Землі великої порожнини або порожнин, які складають значну частку її об'єму. Ці порожнини, на думку авторів гіпотез, можуть бути населеними якимись формами життя. Ідея порожнистої Землі багато разів використовувалася в фольклорі, художній фантастиці, псевдонауці, теоріях змови.
Прихильники теорій порожнистої Землі посилаються на те, що людство не робило свердловин з глибиною понад 12 км, отже, не може знати про те, що перебуває на більшій глибині. Для людей, незнайомих з основними принципами і результатами звукової локації планети Земля, сейсмологією і теорією гравітації, таких аргументів виявляється достатньо, щоб зміцнити віру в порожнисту Землю. Наукові дані, незалежно одержувані в геофізиці, геодезії, астрономії і хімії, причому ще в XIX столітті (а частково — у XVIII столітті) повністю спростовують зазначені гіпотези.

## Розвиток ідеї

### В міфології та релігії
Міфології та релігії багатьох народів властиво описувати підземелля, що слугують місцем проживання мертвих або фантастичних істот. Наприклад, у давньогрецькій міфології під землею розташовано царство бога Аїда, що включає землю блаженства Елісій і в'язницю Тартар. Ірландські легенди розповідають про підземний світ, куди пішло від ворогів плем'я Туата де Дананн. В індуїзмі під землею в своїх містах проживають люди-змії наґи. Міфічні міста чи країни Шамбала й Аґарта описуються як підземні. В міфології майя Шибальба — підземна «земля, куди заходить сонце». Цим уявленням значною мірою посприяло відкриття реальних природних печер і рукотворні підземелля.
В деяких церковних конфесіях пекло зображається як підземний світ, але цей образ є символічним і рідко відображає реальні погляди богословів.

### У науці та псевдонауці

Земля за гіпотезою Едмонда Галлея

Німецький учений-полімат Атанасій Кірхер у книзі «Mundus Subterraneus» 1664 року пропонував таке пояснення геологічних процесів, що Земля пронизана системою порожнин, заповнених водою та лавою, що розігріваються «центральним вогнем» у центрі Землі.
Англійський астроном і геофізик Едмонд Галлей в 1692 році висунув ідею про те, що Земля складається з декількох сферичних кам'янистих оболонок, вкладених одна до іншої. Ці оболонки обертаються в різних напрямках навколо земного ядра. Цим Галлей намагався пояснити розбіжність між географічними та магнітними полюсами. Він також припускав, що простір між кожною оболонкою може мати світну атмосферу, здатну підтримувати життя; а полярні сяйва спричинені виходом цієї атмосфери.
Швейцарський математик і фізик Леонард Ейлер вважав Землю рідкою всередині, а її порожнистість розглядав тільки в уявному експерименті. Ейлер писав лише про те, що якщо копати достатньо довго, то можна досягнути центру Землі. Проте вільні інтерпретації цих слів розвинулися в твердження, нібито Ейлер писав про порожню всередині планету. Англійський теолог Томас Барнет описував подібну концепцію, але з релігійним сенсом. Він вбачав Землю як своєрідне «яйце», заповнене водою. Едем існував поки «яйце» було ціле, а внаслідок його порушення світ став недосконалий: з нахиленою віссю та нерівним рельєфом.
У 1818 році американський військовий Джон Клівс Сіммес-молодший опублікував свій Циркуляр № 1, де заявив, що Земля порожниста. Його початкова модель нагадувала спрощену версію багатошарової моделі Галлея, за винятком того, що версія Сіммеса передбачала отвори в Землі на географічних полюсах. Сіммес запропонував організувати експедицію до Північного полюсу, щоб довести існування цих отворів і потрапити на внутрішню частину Землі. Він також вважав, що внутрішня частина Землі підтримує життя й можливо там навіть є люди. На думку Сіммеса, всі планети були влаштовані таким же чином. У 1822 році, після обширної критики, він усе ж переконав Конгрес географів проголосувати за фінансування експедиції. Грант на неї було знищено, але Сіммес пропагував порожнистість Землі до самої своєї смерті в 1849 році.

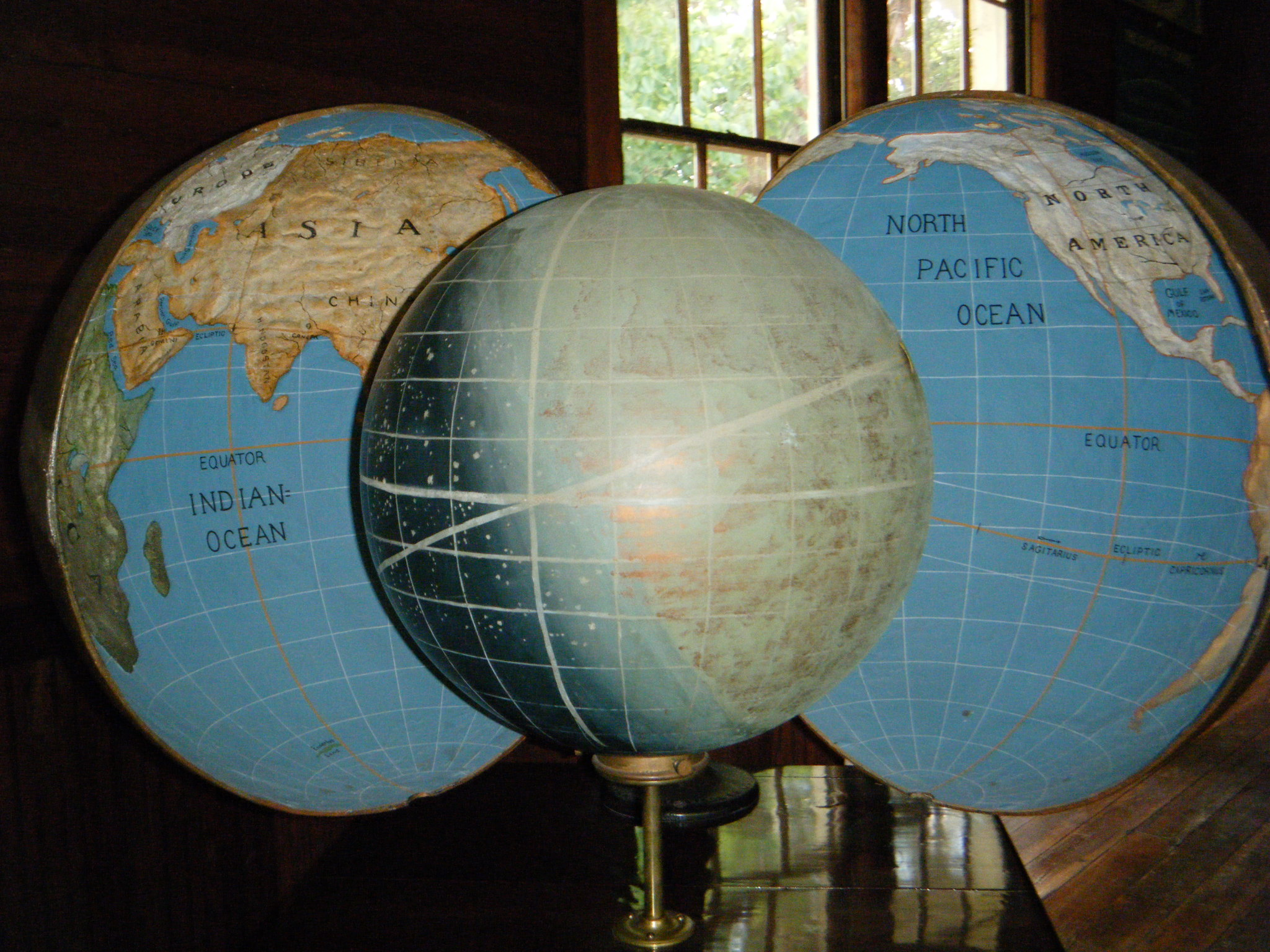
Корешанська модель світу, розташованого на внутрішній поверхні сфери з небом усередині

Американський лікар і алхімік Сайрус Тід переглянув ідею Сіммеса та запропонував, що весь Усесвіт є низкою кам'янистих сфер. На думку Тіда, люди насправді живуть усередині порожнистої Землі, а небесні тіла — це «відблиски сонячного механізму». Теорія Тіда зуміла отримати достатню популярність, тому навколо нього сформувався невеликий культ, який отримав назву Корешанська єдність після того, як Тід перейменував себе на Кореша. Корешани заснували велику колонію в Естеро, штат Флорида, у 1894 році, але більшість громади розпалася після смерті Тіда в 1908 році.
Американський езотерик, уфолог Реймонд Бернард (справжнє ім'я Волтер Зігмайстер) у 1979 році видав книгу «Порожниста Земля», в якій описав Землю як оболонку завтовшки близько 800 миль (понад 1250 км), що має на полюсах отвори діаметром близько 1400 миль (трохи більше 2250 км). Магнітні полюси насправді є «ободами», що вводить у оману мандрівників, які орієнтуються на компаси та сприймають їх за точки. Перехід з зовнішнього на внутрішній бік плавний, тому людина може без особливих перешкод туди потрапити.
Сучасним значним теоретиком порожнистої Землі є Родні Клафф. Він вважає, що Земля є оболонкою завтовшки близько 800 миль, під якою є порожнина з внутрішнім сонцем. З середини 2000-х і до початку 2010-х років Клафф був учасником тривалої експедиції на Північний полюс, яка зазнала невдачі через фінансування та організацію. Сам Клафф стверджує, що існує світова змова, котра приховує порожнистість Землі. Прихильники Клаффа вірять, що в морі біля Мурманська є прохід на внутрішню поверхню планети, прихований хмарами.

## Спростування
У 1735 році французькі вчені П'єр Бугер і Шарль Марі де Ла Кондамін організували експедицію до вулкана Чимборасо в Еквадорі, щоб перевірити твердження Ісаака Ньютона про залежність сили тяжіння від густини Землі. Експеримент полягав у тому, що якщо поблизу маятника буде великий масивний об'єкт (такий, як гора), то маятник, вільно звисаючи, трохи відхилятиметься в бік цього об'єкта. Знаючи кут відхилення та масу й густину гори, можна було б визначити масу та середню густину усієї Землі. Ньютон вважав, що відхилення буде надто мале, щоб його помітити. Бугер проте писав у статті 1749 року, що йому з колегою вдалося виявити відхилення у 8 секунд дуги небесного меридіана. Це дозволило стверджувати, що Земля не має великих порожнин, інакше її маса була б недостатньою для отримання такого результату.
Порожнистість Землі спростовується також поширенням сейсмічних хвиль. Час, необхідний сейсмічним хвилям для проходження через Землю та навколо неї, свідчить, що Земля в основному заповнена твердою породою (мантія та кора), рідким нікель-залізним сплавом (зовнішнє ядро) і твердим нікель-залізним сплавом (внутрішнє ядро).
Супутникові знімки засвідчують, що отворів, які вели б на внутрішню поверхню Землі, не існує. Хоча на більшості з них полюси не видно через орбіту супутників, є достатньо супутників, які пролітають на полюсами і отворів у планеті ними не виявлено.

## У мистецтві

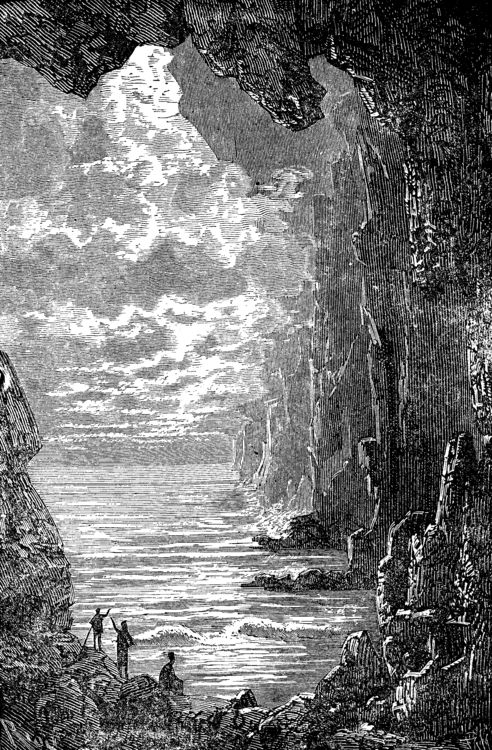
Підземний світ у «Подорожі до центру Землі», ілюстрація 1864 р.

В утопії Людвіга Гольберга 1741 року «Подорож Нільса Кліма до підземного світу» описано цілих два внутрішніх світи: один — внутрішня планета, населена розумними деревами, інший — нижня частина земної кори, населена фантастичним різноманіттям розумних форм життя, що мають власні Сонце та зорі.
У 1864 році Жуль Верн опублікував роман «Подорож до центру Землі», де описав пригоди дослідників у серії підземних природних порожнин, населених стародавнім життям. Творчість Верна швидко стала еталоном для таких фантастичних історій, давши поштовх цілому піджанру «підземної наукової фантастики». Багато з цих історій використовували теорії Галлея та Сіммеса як відправну точку для розповідей про дивні доісторичні джунглі та високорозвинені, загублені раси людей. Так, роман Вільяма Бредшоу 1892 року «Богиня Атватабар, або Історія відкриття внутрішнього світу» використав модель Сіммеса, описуючи підземний світ, населений расою духовно просвітлених істот. Володимир Обручев у романі «Плутонія» (1924) зобразив Землю порожнистою та населеною всередині доісторичними істотами.
Едгар Райс Берроуз започаткував у 1914 році серію «Пеллюсидар» про однойменний внутрішній світ Землі, освітлений Сонцем, яке висить в його центрі. Пеллюсидар населений доісторичними тваринами та первісними людьми. Місяць Берроуз у своїх творах також описував порожнистим.
Тему порожнистої Землі обігрують аніме-фільм «Діти, що женуться за зорями» (2011), фільми «Ґодзілла проти Конґа» (2021), «Ґодзілла та Конґ: Нова імперія» (2024). На псевдонаукові уявлення та теорії змови щодо порожнистої Землі посилається «Залізне небо: Прийдешня раса» (2019).
У медіафраншизі Halo зображено штучні порожнисті планети, створені зниклою позаземною цивілізацією. Вони є місцем дії роману «Привиди Онікса» (2007), його продовження «Спадок Онікса» (2017), та відеоігор Halo Wars (2009) і Halo 4 (2012). Всередині штучної порожнистої планети відбувається останній акт відеогри Mass Effect: Andromeda (2017).